# Yoo Young-chul
Yoo Young-chul (유영철) est un tueur en série sud-coréen né en 1970, divorcé et père d'un enfant.

## Biographie
Ce tueur en série a été localisé par la police sur un site, près d'un temple, au nord de Séoul. Il est arrêté un dimanche après l'agression d'une masseuse au sud de Séoul et est inculpé pour les homicides de dix-neuf femmes depuis septembre 2003. À la consternation de tous, après l'interrogatoire de la police, il annonce avoir tué vingt-six personnes.
Ses victimes sont des hôtesses de bar, des masseuses et des prostituées, même de riches dames âgées n'ont pas pu échapper aux pièges de Yoo Young-chul.
Il a également avoué avoir mangé certaines parties de ses victimes pour nettoyer son esprit. Il désirait assassiner plus de cent personnes si la police ne l'avait pas arrêté car il avait entendu parler d'un tueur en série coréen, Chong Du Yong, qui n'avait tué que neuf personnes entre 1998 et 2000. L'assassin aurait affirmé s'entraîner sur des chiens. Le chef de la police sud-coréenne a déclaré que le tueur présumé souffrait de problèmes mentaux et avait été auparavant condamné quatorze fois pour viol et cambriolage et relâché en septembre 2003.
Les enquêteurs ont déclaré qu'il aurait développé sa haine des femmes après son divorce avec son épouse qui était masseuse, alors qu'il se trouvait en prison pour vol en 2002. Ensuite, sa colère se serait transformée en rage lorsqu'une prostituée aurait refusé sa proposition en mariage. Toujours selon la police, l'hostilité du tueur envers les riches serait due au fait qu'il était né dans une famille pauvre et qu'il ressentait de la colère envers la société après avoir été emprisonné plusieurs années. Il semble que Yoo ait voulu se suicider avant son arrestation, en avalant des somnifères.
C'est le dernier citoyen sud-coréen à avoir été condamné à mort depuis 1997.